# Myrmica obscurata
Myrmica obscurata is een mierensoort uit de onderfamilie van de Myrmicinae. De wetenschappelijke naam van de soort is voor het eerst geldig gepubliceerd in 1863 door Motschoulsky.